# 葛山落合神社
葛山落合神社（かつらやまおちあいじんじゃ）は、長野県長野市大字入山にある神社。旧郷社。本殿は重要文化財に指定されている。

## 概要
祭神は伊邪那岐命。建武年間、付近を領有した落合氏の創建と伝える。また、孝元天皇の治世にアメノタヂカラオの神勅により創建ともされる。もと熊野権現と号したが、1800年（寛政12年）に吉田家へ願い出て現在の社号となった。松代藩主の祈願所とされ、拝殿の大幕が六文銭であるのはこのためだという。1873年（明治6年）、それまで葛山七ヶ村と称した入山村・広瀬村・上ヶ屋村・桜村・泉平村・桜村・茂菅村の総社であったのを廃し村社とされたが、これを不服とした氏子・入山村側は大正頃より昇格に向けて活動を始め、1944年 (昭和19年)に郷社へ昇格した。この間、文部省の調査により本殿の建立が室町時代末期へ遡ることが明らかとなり旧国宝（現行法の重要文化財に相当）に指定された。

## 歴史
- 建武年間落合氏により創建と伝える。
- 1466年 (寛正6年) - 本殿竣工。
- 1547年 (天文16年) - 本殿斗供部、解体修理。
- 1557年 (弘治3年) - 葛山城落城とともに焼亡と伝える。
- 1800年 (寛政12年) 4月 - 社号変更。
- 1873年 (明治6年) 4月 - 村社指定。
- 1909年 (明治42年) 7月12日 - 入山村岩戸集落の八幡社・諏訪社・天王社・訶遇社、曲戸集落の十二社を合併合祀。
- 1936年 (昭和11年) 9月18日 - 本殿が旧国宝に指定（1950年の文化財保護法施行以後は重要文化財）。
- 1944年 (昭和19年) 9月20日 - 郷社へ昇格。
- 1957年 (昭和32年) 3月1日 - 本殿解体修理施工。翌2月28日竣工。
- 1962年 (昭和37年) 7月12日 - 境内社諏訪社、県宝指定。
- 1978年 (昭和53年) 3月25日 - 社叢、市指定天然記念物指定。
- 1985年 (昭和60年) 9月21日 - 国宝指定五十周年大祭勤行。

## 境内
- 本殿 「葛山落合神社本殿」として国の重要文化財に指定。一間社隅木入春日造。こけら葺。1957年（昭和32年）から行われた解体修理で後世の補修部分を室町中期の様式に複したほか、隅木の墨書銘から寛正6年（1465年）に建立されたことが明らかとなった。安永6年の銘のある棟札1枚が重要文化財の附（つけたり）として指定されている。
- 拝殿 18世紀の建築。間口5.5間入母屋造。
- 諏訪社 「葛山落合神社境内諏訪社社殿」として長野県宝（長野県指定有形文化財）に指定。一間社隅木入春日造。こけら葺。向拝や実肘木・木鼻の絵様に室町時代の様式を示す。
- 社務所
- 社叢 「葛山落合神社社叢」として市指定天然記念物。34本のうち杉がほとんどを占め、他にケヤキ2本・ケンポナシ1本があるのみ。目通り約4メートルの杉が最大で、ケンポナシを除きいずれも樹高30メートルを超える。

## 祭事・年中行事
- 1月1日 - 元旦祭
- 4月4日 - 春祭
- 5月1日 - 諏訪社例祭
- 8月17日 - 盆祭
- 8月31日 - 唐船防祭
- 9月21日~29日 - 秋祭
- 11月28日 - 新穀感謝祭
- 12月31日 - 越年祭

## 交通
- 長野市街地より国道406号を通り約20分。
- 川中島バス県道戸隠線「広瀬運動場」より約10分。

## 周辺
- 芋井運動場
- 摂取寺